# Borsari kapu
A Borsari kapu (olaszul Porta Borsari) az ókori Verona egyik fennmaradt kapuja, amely a  Via Postumián állt. A kaput az időszámítás előtti 1. században téglából építették, majd 265-ben – egy Gallienus római császár korából fennmaradt irat szerint – helyi fehér mészkő felhasználásával újították fel.
Eredetileg Porta Iovia volt a neve, mert a közelében egy Jupiter-szentély állt. Mai nevét a középkorban ott tevékenykedő vámszedőkről (olaszul bursarii) kapta. A kapu, csakúgy mint a város másik hasonló építménye, a Leoni kapu, kisméretű erődítmény volt, amely egy udvart vett körbe. Mára csak a kapu-erőd külső fala maradt fenn. A kapu a Corso Porta Borsari, Verona egyik elegáns bevásárlóutcája végén áll.

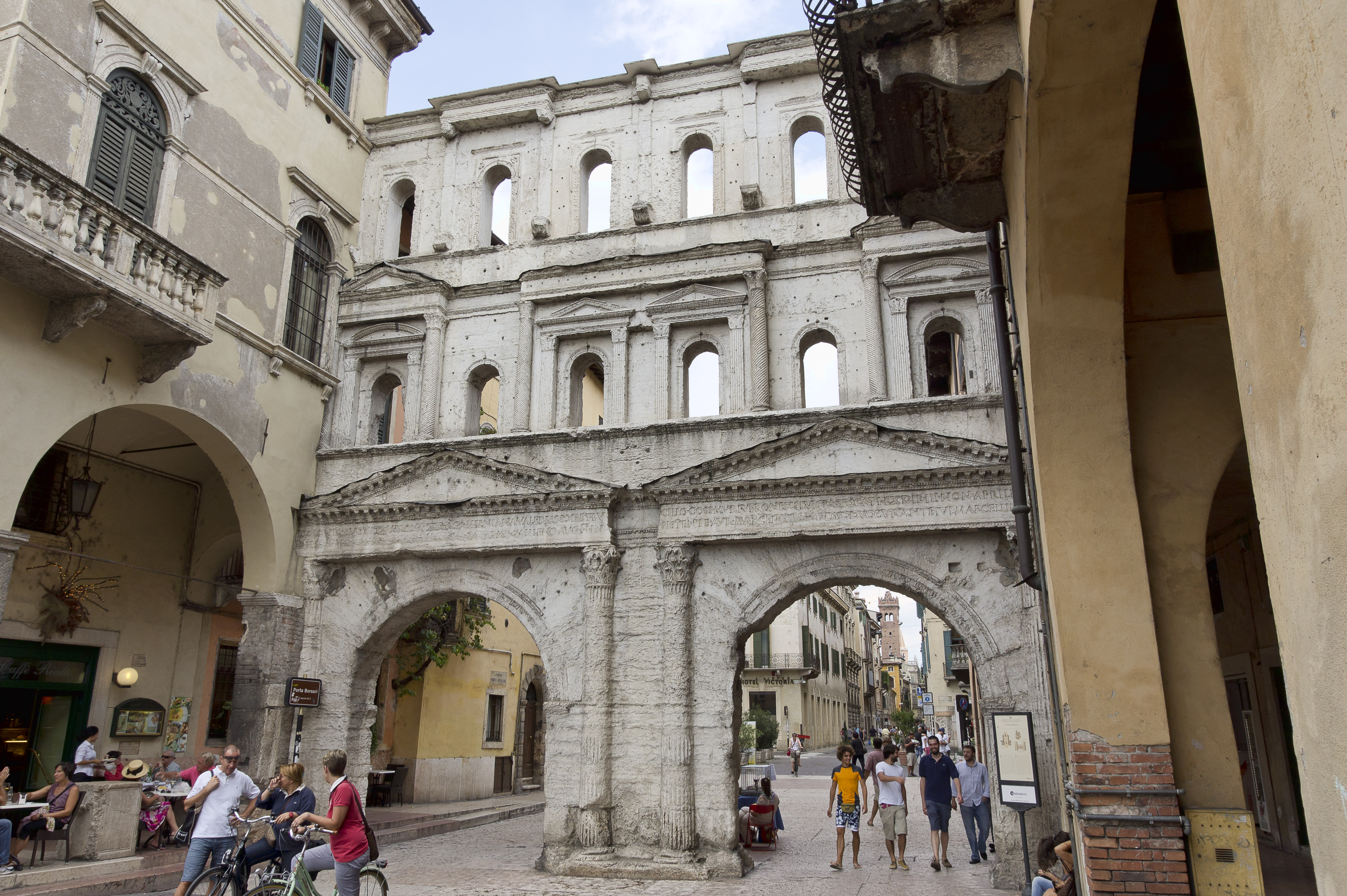
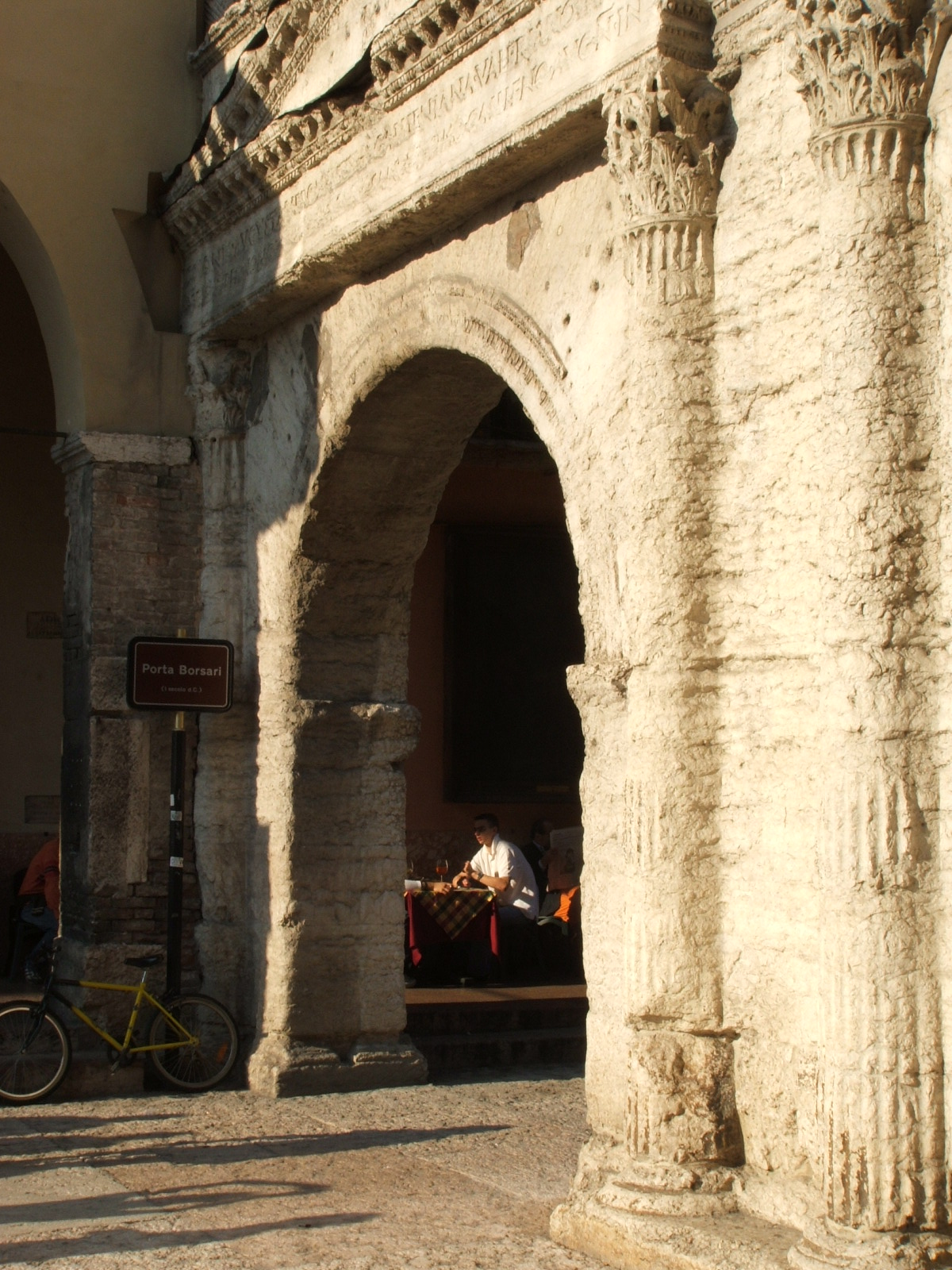
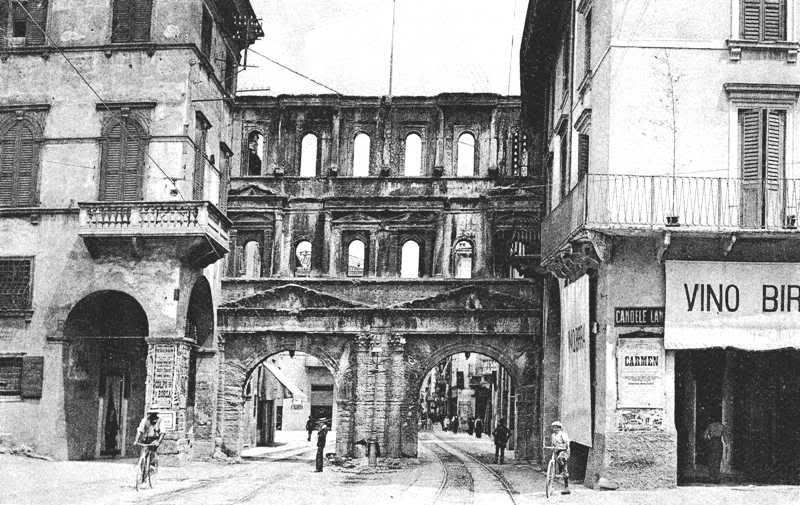